# Dobrzyń (województwo pomorskie)
Dobrzyń (kaszb. Dòbrzëń) – osada kaszubska w Polsce położona w województwie pomorskim, w powiecie człuchowskim, w gminie Przechlewo. 
Osada wchodzi w skład sołectwa Szczytno.
W latach 1975–1998 miejscowość położona była w województwie słupskim.